# (1) Ceres
Ceres (IPA: [ˈtseːrεs] anhörenⓘ) oder – in der Nomenklatur für Asteroiden – (1) Ceres ist mit einem mittleren Äquatordurchmesser von 964 km das größte Objekt im Asteroidengürtel und der kleinste von der Internationalen Astronomischen Union als Zwergplanet klassifizierte Himmelskörper.
Ceres ist nach der römischen Göttin des Ackerbaus benannt; ihr astronomisches Symbol ist daher eine stilisierte Sichel: . Sie wurde am 1. Januar 1801 von Giuseppe Piazzi an der Sternwarte Palermo als erster Kleinplanet entdeckt. Im ersten halben Jahrhundert nach ihrer Entdeckung wurde sie als Planet, später als Asteroid eingestuft; seit 2006 zählt sie zur Gruppe der Zwergplaneten.
Ceres ist der erste Zwergplanet, der durch eine Raumsonde untersucht wurde. Die mittlerweile inaktive Dawn umkreist sie seit März 2015 als ein künstlicher Satellit.

## Entdeckung und Objektklassifizierung

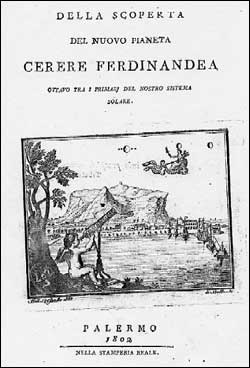
Piazzis Buch „Della scoperta del nuovo pianeta Cerere Ferdinandea“ (1802)

Schon Johannes Kepler vermutete in der „Lücke“ zwischen den Umlaufbahnen von Mars und Jupiter einen Planeten, und die Entdeckung der Titius-Bode-Reihe um 1770 bestärkte derartige Vermutungen. Die von den Astronomen Franz Xaver von Zach und Johann Hieronymus Schroeter gegründete „Himmelspolizey“ machte sich ab 1800 daher gezielt auf die Suche nach dem vermuteten Planeten. Dazu wurde der Bereich um die Ekliptik in 24 Abschnitte geteilt. Jeder dieser Abschnitte wurde einer Sternwarte zugeteilt, die ihn nach dem Planeten absuchen sollte.
Piazzi entdeckte das Objekt, das er zunächst für einen Kometen hielt, allerdings zufällig während der Überprüfung eines Sternkataloges in der Neujahrsnacht 1801.
Nachdem Piazzi den neuen Himmelskörper aufgrund einer Erkrankung bald wieder aus den Augen verlor, gelang es Carl Friedrich Gauß mithilfe seiner neuentwickelten Methode zur Bahnbestimmung dennoch, eine gute Vorhersage für dessen Position zu machen. Damit konnte von Zach Ceres am 7. Dezember 1801 wieder auffinden. Gauß’ Berechnungen erwiesen sich nebenbei als ungemein fruchtbar für fast alle Wissenschaftszweige, da er für sie zuerst die Methode der kleinsten Quadrate zur Ausgleichsrechnung angewandt hatte. Wie sich herausstellte, bewegt sich Ceres tatsächlich genau in dem von der Titius-Bode-Reihe vorhergesagten Abstand zwischen Mars und Jupiter um die Sonne.
Ceres wurde – wie der 1781 entdeckte Uranus – als Planet betrachtet, womit sich die Anzahl der Planeten im Sonnensystem zunächst auf acht erhöhte. Erst als die Zahl der zwischen Mars und Jupiter gefundenen Himmelskörper um 1850 rasch anstieg, setzten sich für diese Objekte die Bezeichnungen „Kleine Planeten“, „Kleinplaneten“, „Planetoiden“ oder „Asteroiden“ durch, womit Ceres ihren Status als Planet verlor. Eine Neudefinierung des Planetenbegriffs wurde Anfang des 21. Jahrhunderts aufgrund der Entdeckung mehrerer Himmelskörper in der Größenklasse Plutos nötig. Ein Beschluss der IAU vom 24. August 2006 klassifizierte Ceres, Pluto und drei weitere Objekte als Zwergplaneten.

## Benennung
Piazzi nannte den von ihm entdeckten Himmelskörper zunächst Ceres Ferdinandea, nach Ceres, der römischen Göttin des Ackerbaus und Patronin der Insel Sizilien, und zu Ehren von König Ferdinand IV. von Neapel, der 1798 nach Palermo geflohen war. In Deutschland schlug Johann Elert Bode den Namen Juno vor (der dann für den dritten Asteroiden, (3) Juno, aufgegriffen wurde); für kurze Zeit war auch der Name Hera in Gebrauch (der später an (103) Hera vergeben wurde). Von Zach stellte aber klar, dass „Herr Prof. Piazzi nunmehr sein eigenes Kind getauft hat, […] wozu er als erster Entdecker offenbar das Recht hat“. Da die Ehrung von König Ferdinand in anderen Nationen auf Widerstände stieß, wurde dieser Namensteil bald fallengelassen.
Im Jahre 1803, also zwei Jahre nach der Entdeckung von Ceres, wurde das chemische Element Cer entdeckt und nach diesem neuen Himmelskörper benannt.

## Umlaufbahn

Die Bahn von Ceres

Ceres bewegt sich auf einer Ellipse in der Mitte des Asteroidengürtels, in einem mittleren Abstand von 2,77 AE, in 1681 Tagen um die Sonne, was etwa 4,6 Jahren entspricht. Die Periheldistanz beträgt 2,56 AE, die Apheldistanz 2,98 AE. Die Umlaufbahn ist um 10,6° gegen die Ekliptik geneigt, die Bahnexzentrizität beträgt 0,076.
Die synodische Periode von Ceres liegt bei 467 Tagen. Während der Opposition ist sie zwischen 1,59 AE und 2,00 AE von der Erde entfernt und erreicht eine scheinbare Helligkeit von bis zu 6,6 mag; damit liegt sie nur knapp unterhalb der Sichtbarkeitsschwelle mit dem bloßen Auge. Ceres lässt sich daher bereits mit einem Fernglas oder einem kleinen Teleskop auffinden.

## Beschaffenheit

### Größe und Masse
Ceres ist der einzige Zwergplanet im inneren Sonnensystem und das größte und massereichste Objekt des Asteroidengürtels. Für die Masse wird ein Wert von 9,39 × 1020 kg angegeben, was dem 6360. Teil der Erdmasse entspricht. Ceres hat damit etwa die 3,6-fache Masse des nächstschwereren Objekts im Asteroidengürtel, (4) Vesta, und vereinigt etwa 25 % der Gesamtmasse dieses Gürtels in sich.
Beobachtungen mit der NASA-Raumsonde Dawn haben gezeigt, dass Ceres die Form eines abgeplatteten Rotationsellipsoids mit einem Äquatordurchmesser von 964 km und einem Polardurchmesser von 892 km hat. Die Oberfläche von Ceres beträgt damit etwa 2.850.000 km², ähnlich der Fläche von Argentinien. Die Rotationsperiode beträgt 9:04:27 Stunden, die berechnete mittlere Dichte wird mit 2,077 ± 0,036 g/cm³ angegeben. Die Messungen der Raumsonde Dawn ergaben einen etwas höheren Wert von 2,16 g/cm³.

### Oberfläche
Ceres besitzt eine dunkle kohlenstoffreiche Oberfläche mit einer Albedo von 0,09. Radarbeobachtungen haben ergeben, dass die gesamte Oberfläche gleichmäßig von pulverigem Regolith bedeckt zu sein scheint. Herausragende oder isolierte Oberflächenmerkmale wurden erstmals im Jahr 1995 durch UV-Beobachtungen mit dem Hubble-Weltraumteleskop festgestellt: Es zeigte sich ein dunkler Fleck mit einem Durchmesser von etwa 250 km, der zu Ehren des Entdeckers von Ceres „Piazzi“ benannt wurde. Weitere Beobachtungen mit Hubble in den Jahren 2003 und 2004 ermöglichten die Erstellung einer Karte, die neben „Piazzi“ und einem auffälligen, hellen Fleck zahlreiche kleinere Oberflächenmerkmale zeigte.
Nähere Details lieferte 2015 die US-Raumsonde Dawn, sie offenbarte dicht gesäte Einschlagkrater. Der größte benannte Krater namens Kerwan hat einen mittleren Durchmesser von 280 km und liegt am Äquator. Die Wand des Kraters Occator ragt an manchen Stellen fast 2.000 Meter steil in die Höhe, innerhalb des Kraters liegen einige sehr helle Stellen, wobei in der Mitte mit Cerealia Facula der hellste Bereich des gesamten Himmelskörpers liegt. Außerdem gibt es noch eine andere Gruppe von Flecken weiter im Osten mit dem Namen Vinalia Faculae. Ein Rätsel ist der Mangel an großen Kratern; einer der Erklärungsversuche ist die Annahme einer elastisch-zähen Oberfläche. Zumindest das große ovale Becken Vendimia Planitia könnte der unauffällige Rest einer sehr alten, größeren Impaktstruktur sein. Vendimia Planitia hat einen Durchmesser von bis zu 750 km und erstreckt sich bis südlich des Äquators in den Krater Kerwan. Die topografischen Höhenunterschiede auf Ceres betragen insgesamt bis zu 15 Kilometer.
Bei den hellen Flecken innerhalb von Occator und an anderen Stellen, die bereits von Hubble erfasst wurden, handelt es sich vermutlich um Salzablagerungen. Eine Infrarot-Spektralanalyse deutet darauf hin, dass die hellen Flecken zum größten Teil aus Natriumcarbonat mit kleinen Anteilen von Silikatmineralen und Ammoniumkarbonat oder ‑chlorid bestehen.
Im Rahmen der Dawn-Mission wurde außerdem der kuppelförmige Kryovulkan Ahuna Mons entdeckt, der sich in der Nähe des Äquators etwa 4.000 Meter hoch erhebt und aus einer Mischung von Chloriden, Mineralien und Wassereis besteht. Die Durchschnittstemperatur am Äquator beträgt etwa −110 °C.
In der für Ceres erstellten Kartografie verläuft der Nullmeridian durch das Zentrum des 400 Meter breiten Kraters Kait und teilt die Oberfläche in eine Kerwan-Hemisphäre und eine Occator-Hemisphäre.
Forscher des italienischen Instituts für Astrophysik INAF fanden durch Langzeitbeobachtungen heraus, dass es auf Ceres Jahreszeiten gibt. So wurde beobachtet, dass sich die Menge an eishaltiger Fläche an bestimmten Stellen verändert: Innerhalb eines halben Jahres vergrößerte sich die Eisfläche im Krater Juling von 3,6 auf 5,5 km². Außerdem wurden Erdrutsche beobachtet, die vermutlich auf schmelzende Eisschichten zurückzuführen sind. Die Wissenschaftler vermuten auch vulkanische Aktivität unter der Oberfläche.

### Zusammensetzung

Innerer Aufbau Ceres

Die Messungen des Weltraumteleskops Hubble lassen Rückschlüsse auf die Zusammensetzung von Ceres zu: Man geht davon aus, dass es sich um einen differenzierten Zwergplaneten mit einem Gesteinskern sowie einem Mantel und einer Kruste aus leichteren Mineralien und Wassereis handelt. Die Differenzierung geht vermutlich auf die beim radioaktiven Zerfall des Aluminium-Isotopes 26Al freigesetzte Wärme zurück, wodurch sich bereits in der Frühzeit des Sonnensystems ein Mantel aus flüssigem Wasser gebildet haben dürfte. Die äußeren zehn Kilometer schmolzen allerdings nicht auf, sondern bildeten eine feste Kruste aus Eis, während sich schweres Material (Silikate, Metalle) im Kern sammelte. Insgesamt dürfte Ceres zu 17 bis 27 Gewichtsprozent aus Wasser bestehen. Die Wassermenge auf Ceres wird auf etwa das Fünffache der auf der Erde vorhandenen Süßwasservorräte geschätzt. Außerdem konnte mithilfe des ESA-Infrarot-Weltraumteleskops Herschel Wasserdampf um Ceres nachgewiesen werden. Der Wasserausstoß beträgt 6 kg/s und findet an zwei Stellen auf der Oberfläche statt. Wenn sich Ceres auf ihrer leicht elliptischen Umlaufbahn in Sonnennähe befindet, ist die Freisetzung am höchsten.
Die Erkenntnisse über die Oberfläche konnten durch Dawn weiter verfeinert werden.
Eine internationale Forschergruppe des italienischen Instituts für Astrophysik INAF gab im Februar 2017 bekannt, mit Hilfe der Raumsonde Dawn aliphatische organische Kohlenstoffverbindungen auf Ceres gefunden zu haben.
Trotz des planetenähnlichen Aufbaus wurde aus Ceres kein richtiger Planet. Vermutlich verhinderte die starke Gravitation des benachbarten Jupiter, dass Ceres genügend Masse ansammeln konnte, um sich von einem Planetesimal zu einem großen Planeten zu entwickeln.

## Dawn-Mission

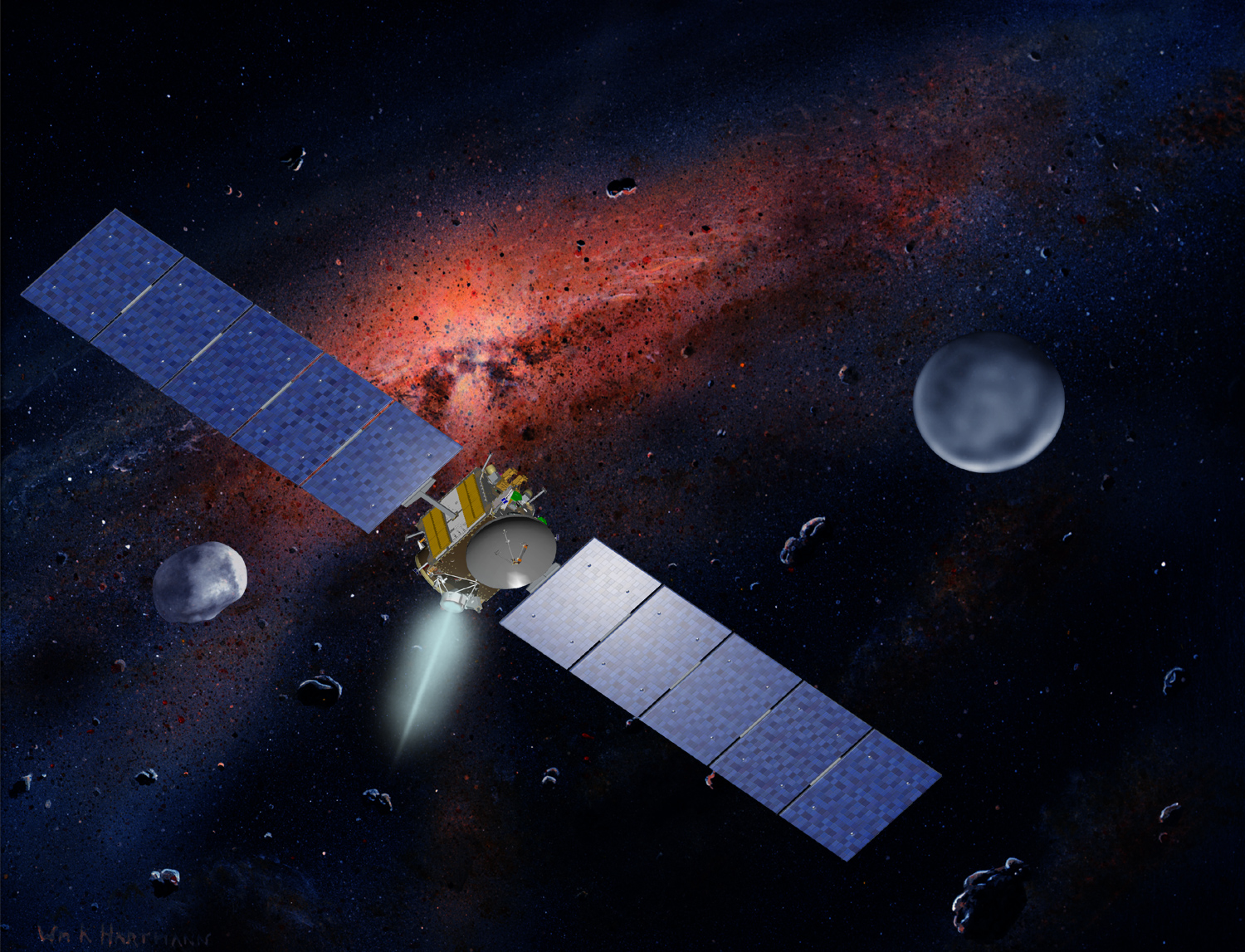
Künstlerische Darstellung der Raumsonde Dawn

Die NASA-Raumsonde Dawn erreichte Ceres am 6. März 2015. Die Primärmission bestand in der Kartografierung der Oberfläche aus einem hohen Ceres-Orbit und endete im Juli 2015. Von Juli bis Dezember 2015 näherte sich Dawn in der Sekundärmission in mehreren Schritten spiralförmig bis auf 380 km; dies ermöglichte eine Auflösung von 40 Meter pro Bildpunkt. Die Sekundärmission diente der detaillierten Erfassung der Bodenchemie und sollte Ende Juni 2016 enden. Die NASA genehmigte Anfang Juli 2016 die Finanzierung der Anschlussmission zur fortgesetzten Beobachtung, um weitere Informationen über den Aufbau und die Entwicklung von Ceres zu gewinnen. Ceres näherte sich zu dieser Zeit dem Perihel, das sie im April 2018 erreichte, und man gewann neue Erkenntnisse und Entdeckungen durch Langzeitbeobachtung. Im Oktober 2017 wurde die letzte Verlängerung der Mission bis zum Treibstoffende bekannt gegeben. Dawn wurde auf eine elliptische Umlaufbahn gesteuert, die mit 200 km Höhe näher als zuvor an die Oberfläche heranreichte. Diese Bahn behielt die Sonde bei und sammelte wissenschaftliche Daten, bis alle Hydrazinreserven verbraucht waren und stellte dann ihren Betrieb am 1. November 2018 endgültig ein. Die letzten empfangenen Bilder stammen vom 1. September 2018.
Nach den Ergebnissen einer im August 2020 veröffentlichten Studie auf Basis der Daten der Dawn-Mission aus dem Jahr 2018 ist Ceres eine „Ozeanwelt“ mit einem großen Salzwasserreservoir unter ihrer Oberfläche. Dieses befindet sich etwa 40 Kilometer unter der Oberfläche und ist über eine Breite von mehreren hundert Kilometern ausgedehnt.

Ceres-Rotation 46.000 km Abstand 19. Februar 2015
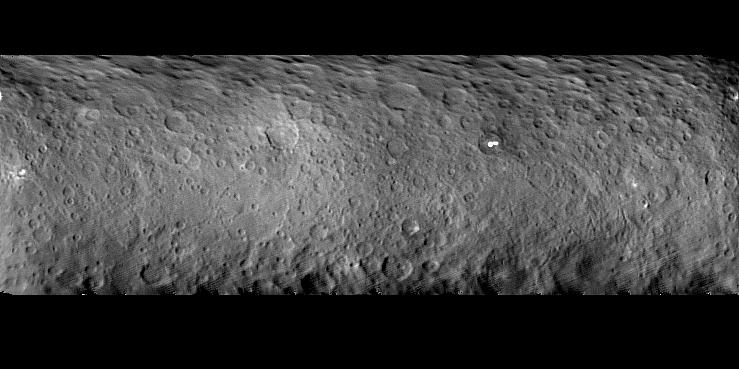
Zylinderprojektion der Ceres-Oberfläche 46.000 km Abstand 19. Februar 2015
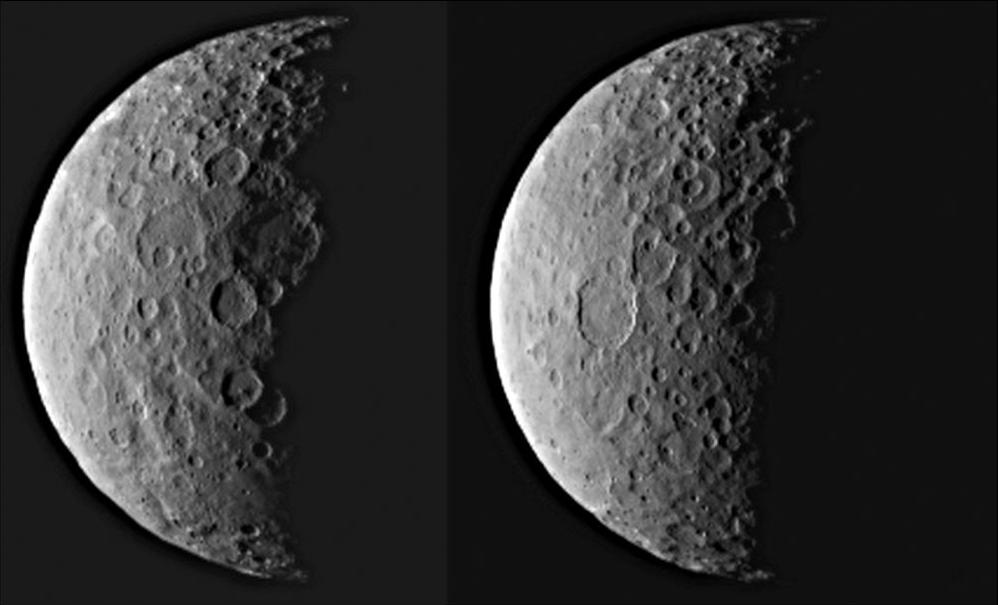
Ceres-Halbphase 40.000 km Abstand 25. Februar 2015
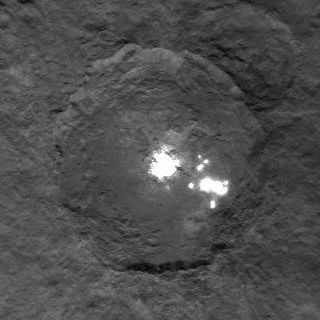
Occatorkrater mit hellen Flecken 4.400 km Abstand 6. Juni 2015

## In der Fiktion
In der Buchreihe und Fernsehserie The Expanse ist Ceres einer der Handlungsorte.